# بوتئین
بوتئین (به انگلیسی: Butein) با فرمول شیمیایی C۱۵H۱۲O۵ یک ترکیب شیمیایی با شناسه پاب‌کم ۵۲۸۱۲۲۲ است. که جرم مولی آن ۲۷۲٫۲۵ g/mol می‌باشد. 